# 蒙古國—美國關係

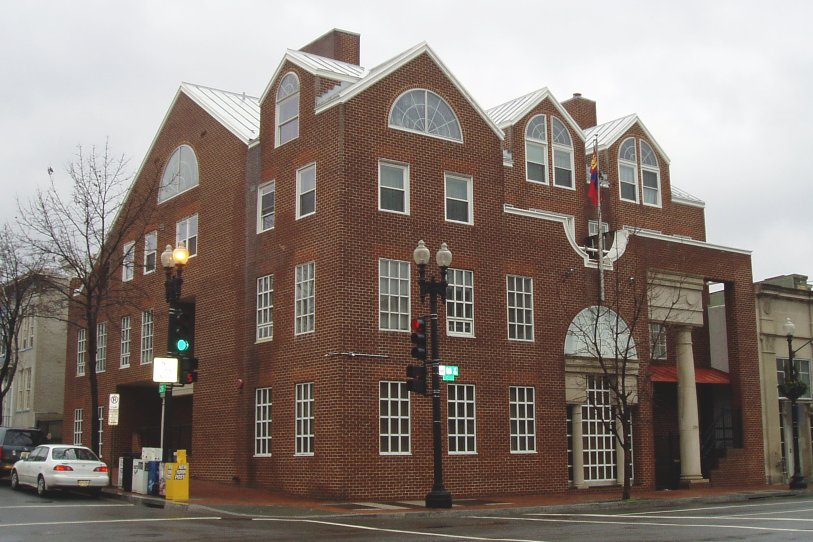
位於美國华盛顿特区的蒙古國大使館

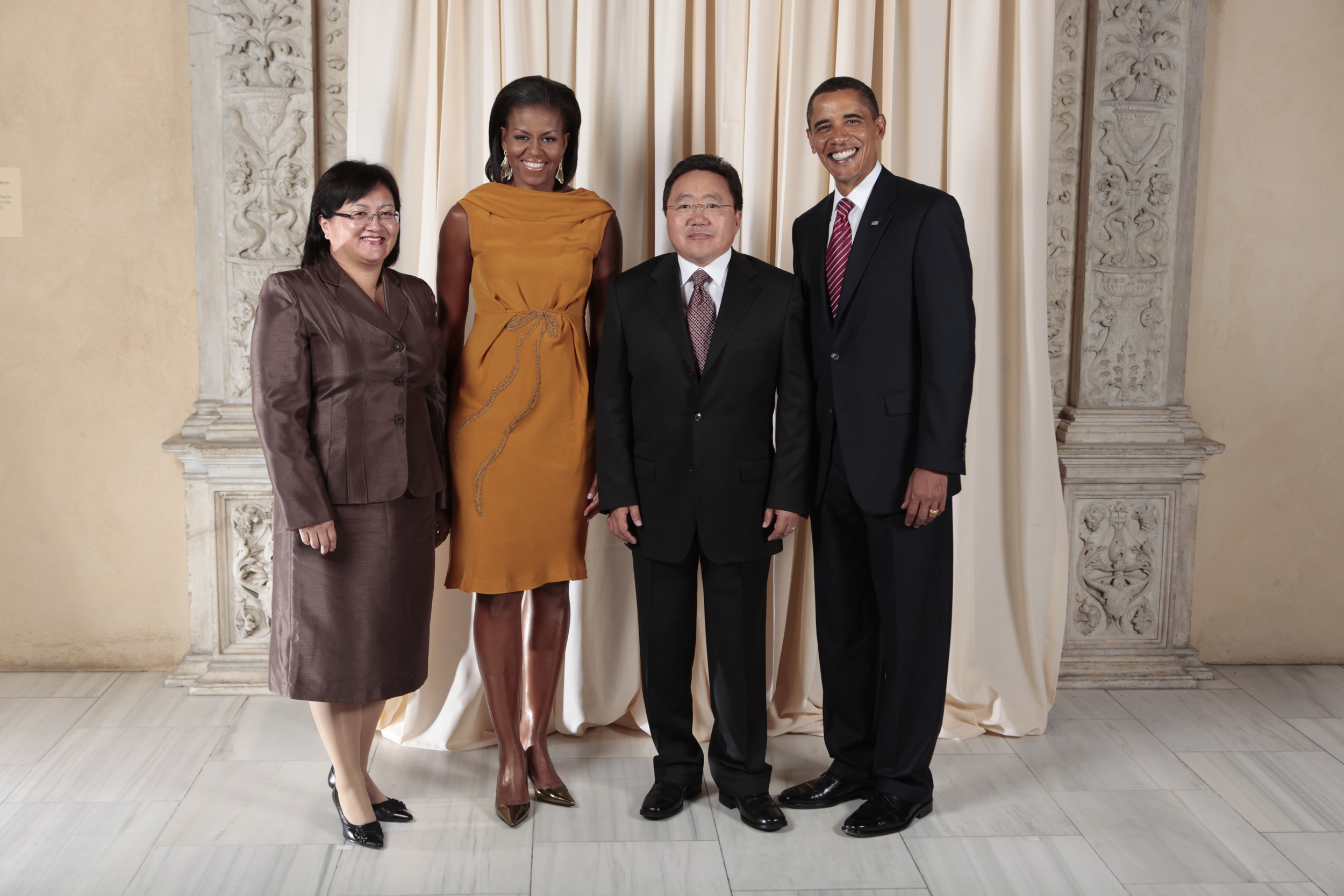
蒙古國總統查希亚·额勒贝格道尔吉與美國總統贝拉克·奥巴马夫婦見面。

蒙古国—美国关系是指美國與蒙古国兩國之間的雙邊關係。两国关系可追溯至20世纪40年代第二次世界大战末期，美国于1987年1月承认蒙古人民共和国，并于1988年6月在其首都乌兰巴托设立大使馆，大使馆于同年9月正式开张。
1944年，时任美国副总统亨利·阿加德·华莱士访问苏联和中国，并顺道访问蒙古人民共和国。此后因为冷战的因素以及美国和中华民国的邦交，美国和蒙古几乎没有来往。在讨论蒙古申请加入联合国的安理会投票上，美国都是投下弃权票。
根据一份2010年的盖洛普调查，蒙古人喜欢美国人的比例超过中国和印度，其中有58％的蒙古人表示赞成，5％的蒙古人表示不赞成，37％的蒙古人表示不确定。而且根据2012年美国全球领导力报告，44％的蒙古人赞成美国领导层，6％的蒙古人不赞成，但也有高達50％的蒙古人表示不确定。
截至2014年，共有1444名来自蒙古國的留学生在美国学习。
2019年7月31日，美国总统唐納·川普在白宫会见蒙古国总统哈勒特马·巴特图勒嘎，两人同意美国与蒙古关系已提升到战略伙伴关系，并且将加强两国贸易关系。
2023年8月2日，美国与蒙古签署《开放天空协议》，两国间将开通直航。蒙古總理奥云额尔登在訪問美國時表示美国是蒙古的“重要战略第三邻国”，不過他也表示中美之间的“新冷战”将损害全球经济。

## 外部連結
- History of Mongolia - U.S. relations （页面存档备份，存于）